# Howard County (Missouri)
Howard County is een county in de Amerikaanse staat Missouri.
De county heeft een landoppervlakte van 1.206 km² en telt 10.212 inwoners (volkstelling 2000). De hoofdplaats is Fayette.